# Evaristo Blázquez
Evaristo Blázquez Pecino (Algeciras, (Cádiz), 6 de octubre de 1965) es un exjugador profesional de baloncesto.

## Biografía
Jugó de pívot (altura 2,03 m), y militó en distintos equipos de liga ACB (Licor 43 Santa Coloma, temporada 1985-86, Caja Bilbao, temporada 1990-91), como otros de las antiguas Primera B o Primera División (C. B. Hospitalet, Lagisa Gijón, CajaBilbao, Juventud Alcalá, CajaCantabria) y de la liga EBA (Ciudad de Algeciras), retirándose en la temporada 2000-01, tras 17 años en activo.
Asimismo, siendo junior del Barcelona, fue internacional Junior, de la selección española en el Mundial Junior de Palma de Mallorca de 1983, con 17 años, bajo las órdenes del seleccionador Pinedo, y compañeros como Jordi Villacampa, José Ángel Arcega y José Antonio Montero. La clasificación final fue cuartos tras USA, la antigua URSS y Brasil.
En los dos equipos ACB que militó un par de temporadas jugó un total de 45 partidos (6 en Licor43 y 39 en CajaBilbao), con un promedio de 14 minutos por partido, y de un 61 % en tiros de 2 y de un 82 % en tiros libres.

## Trayectoria
- 1984-85 Primera B. C.B. Hospitalet.
- 1985-86 ACB. Licor 43 Santa Coloma.
- 1986-89 Primera B. Lagisa Gijón.
- 1990-91 ACB. Cajabilbao.
- 1991-92 Primera División. Cajabilbao.
- 1992-93 Primera División. Juventud Alcalá.
- 1993-94 Primera División. Cajacantabria Torrelavega.
- 1994-95 EBA. C.B. Tarragona.
- 1995-00 EBA. UDEA Algeciras.
- 2000-01 LEB2. Ciudad de Algeciras.

## Fotografías

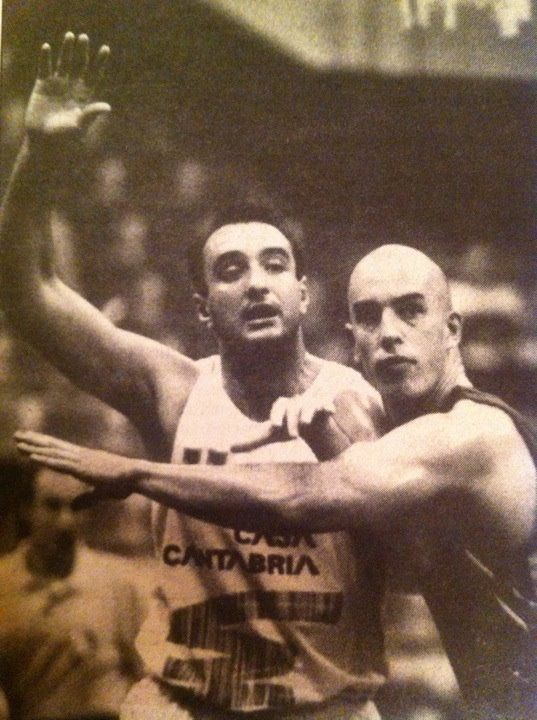
Ganando la posición en el poste bajo. defendido por Iñaki Zubizarreta. Partido Caja Cantabria VS Caja Bilbao.
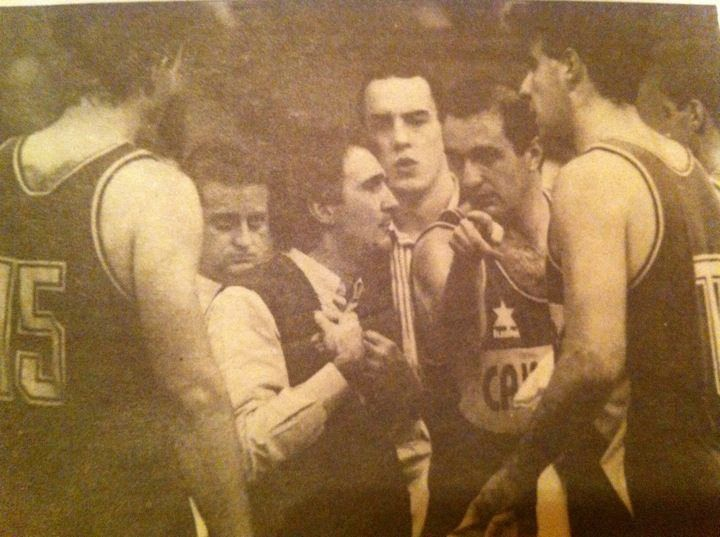
Tiempo muerto durante un partido con el Caja Bilbao. Entrenador Txema Capetillo. Estan Roman Carbajo, Fausto Orio y Joe Kopiki.
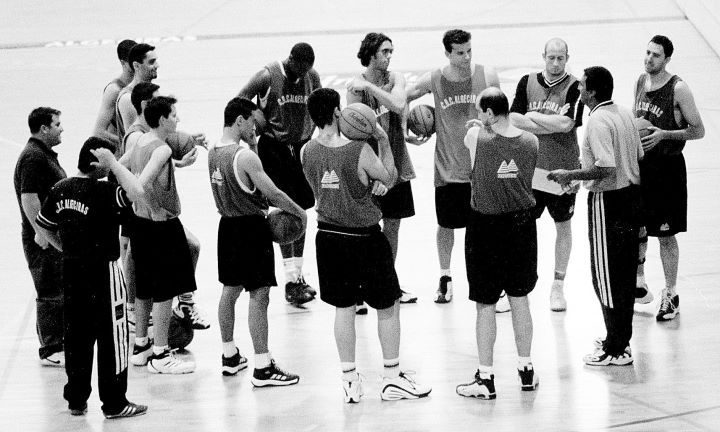
Entrenamiento Ciudad de Algeciras